# Тополевка (Винницкая область)
Тополе́вка (укр. Тополі́вка) — село в Тепликском районе Винницкой области Украины.
Расположено на обоих берегах реки Кублич (приток Соба).
Код КОАТУУ — 0523787401. Население по переписи 2001 года составляет 670 человек. Почтовый индекс — 23811. Телефонный код — 4353.
Занимает площадь 0,437 км².

## Адрес местного совета
23811, Винницкая область, Теплицкий р-н, с. Тополевка, ул. Шибинского, 80